# Sinaida Trofimowna Artjuschenko
Sinaida Trofimowna Artjuschenko (russisch Зинаида Трофимовна Артюшенко, wiss. Transliteration Zinaida Trofimovna Artjušenko; * 17. Oktober 1916 in Sewastopol; † 20. Oktober 2003 in Sankt Petersburg) war eine sowjetische und russische Botanikerin. Ihr offizielles botanisches Autorenkürzel lautet „Artjush.“

## Werdegang
Sinaida Artjuschenko studierte ab 1937 an der Biologischen Fakultät der Leningrader Staatlichen Universität. Von 1939 bis 1941 studierte sie an der Graduiertenschule des Landwirtschaftlichen Instituts. Ab 1945 war sie Aspirantin am Botanischen Institut der Akademie der Wissenschaften der UdSSR „W. L. Komarow“. Sie wurde 1949 promoviert (Betreuer W. G. Alexandrow) zur Kandidatin der Wissenschaften, danach arbeitete sie bis 1995 als wissenschaftliche Assistentin im Botanischen Institut. 1967 verteidigte sie ihre Doktorarbeit (Promotion B) zum Thema Amaryllisgewächse der UdSSR, in der sie unter anderem eine neue Klassifikation der Schneeglöckchen vorstellte. Sie arbeitete vor allem auf dem Gebiet der Pflanzenmorphologie.
1946 erhielt sie die Medaille „Für heldenmütige Arbeit im Großen Vaterländischen Krieg 1941–1945“, 1957 den Komarow-Preis.

## Publikationen
- Фёдоров Ал. А., Кирпичников М. Э., Артюшенко З. Т. (под общ. редакций П. А. Баранова). Атлас по описательной морфологии высших растений: Лист = Organographia illustrata plantarum vascularium: Folium. Москва/Ленинград, Изданство Академии Наука СССР, 1956.
- Фёдоров Ал. А., Кирпичников М. Э., Артюшенко З. Т. (под общ. редакций П. А. Баранова). Атлас по описательной морфологии высших растений: Стебель и корень = Organographia illustrata plantarum vascularium: Caulis et radix. Москва/Ленинград, Изданство Академии Наука СССР, 1962.
- Фёдоров Ал. А., Артюшенко З. Т. Атлас по описательной морфологии высших растений: Цветок = Organographia illustrata plantarum vascularium: Flos. Ленинград, Наука 1975.
- Фёдоров Ал. А., Артюшенко З. Т. Атлас по описательной морфологии высших растений: Соцветие = Organographia illustrata plantarum vascularium: Inflorescentia. Ленинград, Наука 1979.
- Артюшенко З. Т., Фёдоров Ал. А. Атлас по описательной морфологии высших растений: Плод = Organographia illustrata plantarum vascularium: Fructus. Ленинград, Наука 1986.
- Атлас по описательной морфологии высших растений: Семя = Organographia illustrata plantarum vascularium: Semen. Ленинград, Наука 1990. ISBN 5-02-026543-8.
- A contribution to the taxonomy of the genus Galanthus. Botaniceskii Žurnal (Moskau & Leningrad) 50/10, 1965, S. 1430–1447.
- A critical review of the genus Galanthus.  Botaniceskii Žurnal (Moskau & Leningrad) 51/10, 1966, S. 1437–1451.
- Amarylldaceae J. St.-Hil. Akademija Nauk SSSR. Leningrad, Botaniceskii Institut 1970.

| Personendaten    | Personendaten                                                                              |
| ---------------- | ------------------------------------------------------------------------------------------ |
| NAME             | Artjuschenko, Sinaida Trofimowna                                                           |
| ALTERNATIVNAMEN  | Artjušenko, Zinaida Trofimovna (Transliteration); Артюшенко, Зинаида Трофимовна (russisch) |
| KURZBESCHREIBUNG | sowjetische und russische Botanikerin                                                      |
| GEBURTSDATUM     | 17. Oktober 1916                                                                           |
| GEBURTSORT       | Sewastopol                                                                                 |
| STERBEDATUM      | 20. Oktober 2003                                                                           |
| STERBEORT        | Sankt Petersburg, Russland                                                                 |